# Dansk-Skaansk Forening
Dansk-Skaansk Forening blev stiftet 26. september 1954 i Helsingborg. Foreningens formål er at udbrede kendskabet til Skånes historiske og geografiske tilknytning til Danmark, og man søger at nå dette bl.a. ved at arrangere historiske ture for medlemmerne, afholde offentlige foredrag og udsende fire numre af Dansk-Skånsk Tidsskrift årligt. Af foreningens fire-fem årlige ture går mindst to til steder i Skånelandene og de øvrige til steder i det nuværende Danmark. Formand for foreningen er Flemming Andersen. Redaktør af foreningens tidsskrift 2013-23 var fhv. bibliotekar Henning Bussenius-Larsen, og i redaktionen sad også daværende formand Flemming Andersen samt bestyrelsesmedlemmerne Marianne Henriksen og Niels Tøstesen. 2024-25 var Kaj Spangenberg redaktør. I marts 2025 blev Adam Wagner valgt til bestyrelsesmedlem og ansvarshavende redaktør for 2025-28.
Foreningen har været meget optaget af fremtidsmulighederne for dansk-skånsk forening især set i lyset af Øresundsregionen og de deraf følgende kulturelle og politiske tiltag på begge sider af Øresund.

## Formandsrække
- (1955)-1959 Folke Hellberg
- 1959-19600 Anders Hedwall (1885-1968)
- 1960-(1963) Folke Hellberg
- 1964-19660 Karl-Erik Weggerup (1938-2013)
- 1966-(1967) tilsyneladende ingen formand; forretningsfører/sekretær: Arne Vestergaard
- (1969)-000 Poul Willadsen
- 0000-0000 Johannes H. Christensen (1920-2005)
- (1990)-1992 Jon Galster (1915-1992)
- 1992-20130 Jørgen Brandt (1928-2013)
- 2013-20240 Flemming Andersen (1963- )
- 2024-0000 Stig Wørmer